# Asqar Äbildajew
Asqar Subaidullauly Äbildajew (kasachisch Асқар Зубайдуллаұлы Әбілдаев Asqar Zubaidullaūly Äbıldaev; * 16. Juni 1971) ist Präsident des Fußballvereines Schachtjor Qaraghandy und ein ehemaliger kasachischer Fußballspieler.

## Karriere
Asqar Äbildajew begann seine Karriere 1988 beim sowjetischen Drittligisten Schachtjor Qaraghandy. 1991 wurde er von Kairat Almaty verpflichtet, wo er 1992 die kasachische Meisterschaft und den kasachischen Pokal gewinnen konnte. 1994 wechselte er zu Irtysch Pawlodar. Nach einer Saison kehrte er nach Qaraghandy zurück, wo der Stürmer seine aktive Laufbahn beendete. Im November 2008 wurde er zum Präsidenten des Schachtjor Qaraghandy ernannt.

## Nationalmannschaft
Asqar Äbildajew wurde siebenmal in der Kasachischen Fußballnationalmannschaft eingesetzt und erzielte dabei ein Tor.

## Erfolge
- Kasachischer Meister: 1992
- Kasachischer Pokalsieger: 1992